# Musubu Funaki
Musubu Funaki (船木結, Funaki Musubu, née le 10 mai 2002 à Osaka, au Japon) est une chanteuse et idole japonaise du Hello! Project, membre des groupes de J-pop Country Girls depuis 2016 et Angerme depuis 2017.

## Biographie
En 2013, Musubu Funaki se présente à une audition pour tenter de rejoindre le groupe Morning Musume ; elle n'est pas sélectionnée, mais est repérée par le producteur Tsunku qui l'intègre aux élèves du Hello! Pro Kenshūsei en décembre. Deux ans plus tard, fin 2015, elle est intégrée avec Nanami Yanagawa au groupe Country Girls. Elle enregistre trois singles avec lui durant les deux années qui suivent.
En juin 2017, à la suite du départ de sa leader Momoko Tsugunaga, est annoncé le ralentissement des activités du groupe qui ne sortira plus de disques et ne se produira plus que pendant les tournées communes du Hello! Project (H!P). Bien que toujours membre officielle de Country Girls, Funaki rejoint en parallèle le mois suivant le groupe régulier Angerme en tant que membre de la sixième génération de ce groupe aux côtés de Ayano Kawamura, alors que ses collègues Yanagawa et Chisaki Morito rejoignent de leur côté respectivement Juice=Juice et Morning Musume. Funaki se produira avec Angerme dès la tournée d'été 2017 du H!P.

## Groupes
- Hello! Pro Kenshūsei (2013-2015)
- Country Girls (2015–2019)
- Angerme (2017-2020)

## Discographie

### Avec Country Girls
1. 9 mars 2016 : Boogie Woogie Love / Koi wa Magnet / Ranrarun ~Anata ni Muchū~ (ブギウギLOVE/恋はマグネット/ランラルン〜あなたに夢中〜?)
2. 28 septembre 2016 : Dō Datte Ii no / Namida no Request (どーだっていいの / 涙のリクエスト?)
3. 8 février 2017 : Good Boy Bad Girl / Peanut Butter Jelly Love (Good Boy Bad Girl / ピーナッツバタージェリーラブ?)

### Avec Angerme
Singles
- 13 décembre 2017 : Manner Mode / Kisokutadashiku Utsukushiku / Kimi Dake ja nai sa...friends (DVD single)
- 9 mai 2018 : Nakenai ze・・・Kyoukan Sagi / Uraha=Lover / Kimi Dake ja nai sa...friends (2018 Acoustic Ver.)
- 31 octobre 2018 : Tade Kuu Mushi mo Like it! / 46okunen LOVE
- 10 avril 2019 : Koi wa Accha Accha / Yumemita Fifteen
- 20 novembre 2019 : Watashi wo Tsukuru no wa Watashi / Zenzen Okiagarenai SUNDAY
- 26 août 2020 : Kagiriaru Moment / Mirror Mirror
- 12 juin 2021 : Hakkiri Shiyou ze / Oyogenai Mermaid / Aisare Route A or B? (uniquement "SHAKA SHAKA TO LOVE")

Albums
- 15 mai 2019 : Rinnetenshou ~ANGERME Past, Present & Future~

## Liens
- (ja) Fiche officielle avec Country Girls